# Choerodon typus
Choerodon typus là một loài cá biển thuộc chi Choerodon trong họ Cá bàng chài. Loài cá này được mô tả lần đầu tiên vào năm 1856.

## Từ nguyên
Từ định danh typus trong tiếng Latinh có nghĩa là "điển hình", hàm ý có lẽ đề cập đến việc chúng là loài điển hình của chi Xiphocheilus vào thời điểm được mô tả.

## Phân loại học
C. typus trước đây được xếp vào chi đơn loài Xiphocheilus, nhưng Xiphocheilus đã bị giáng bậc phân loại xuống thành phân chi thuộc chi Choerodon, đồng nghĩa với việc X. typus là một thành viên của chi này.

## Phạm vi phân bố và môi trường sống
C. typus có phạm vi phân bố ở Đông Ấn Độ Dương và Tây Thái Bình Dương. Loài cá này được ghi nhận dọc theo bờ biển bang Tamil Nadu (Ấn Độ), trải dài đến vùng biển các nước Đông Nam Á, giới hạn về phía nam đến vùng biển phía bắc Úc, ngược lên phía bắc đến đảo Đài Loan, xa hơn về phía đông là ở ngoài khơi Palau và Nouvelle-Calédonie.
C. typus sống gần các rạn san hô mọc trên nền cát phẳng hoặc đá vụn, được tìm thấy ở độ sâu khoảng từ 15 đến 85 m.

## Mô tả
Chiều dài cơ thể tối đa được ghi nhận ở C. typus là 12 cm. Cá đực có màu nâu xám, nhạt hơn ở thân dưới và bụng. Trên mõm có một cặp sọc trắng; một sọc trắng dài hơn từ sau hàm băng lên gáy. Vây lưng màu xanh lam với các dải sọc màu hồng da cam. Vây hậu môn có màu vàng cam với các dải sọc màu xanh lam gần gốc vây. Vây ngực trong suốt, có viền xanh ở gốc vây. Vây bụng màu vàng cam có viền xanh. Đuôi có vệt đen ở trung tâm. Cá cái có màu nâu nhạt, hơi có màu hồng; có thêm một đốm nâu bên dưới gai vây lưng thứ 5 đến gai thứ 7.
Số gai ở vây lưng: 12; Số tia vây ở vây lưng: 8; Số gai ở vây hậu môn: 3; Số tia vây ở vây hậu môn: 9–10; Số tia vây ở vây ngực: 16; Số gai ở vây bụng: 1; Số tia vây ở vây bụng: 5.

## Sinh thái học
Thức ăn của C. typus có thể là những loài động vật có vỏ cứng như những loài cùng chi. C. typus cũng có thể là một loài lưỡng tính tiền nữ như các loài trong chi Choerodon.

### Trích dẫn
- Gomon, Martin F. (2017). “A review of the tuskfishes, genus Choerodon (Labridae, Perciformes), with descriptions of three new species” (PDF). Memoirs of Museum Victoria. 76: 1–111. doi:10.24199/j.mmv.2017.76.01.